# Conrad Felixmüller
Conrad Felixmüller (ur. 21 maja 1897 w Dreźnie, zm. 24 marca 1977 w Berlinie) – niemiecki malarz i grafik, przedstawiciel drugiego pokolenia ekspresjonizmu i Nowej Rzeczowości.
Studiował w ASP w Dreźnie. Swoją sztukę traktował jako wyraz zaangażowania politycznego. Współpracował z grupą artystyczną Der Sturm, a następnie w 1918 został członkiem Novembergruppe. Jego najbardziej charakterystyczne prace powstały, gdy przebywał w Zagłębiu Ruhry. Przedstawiał w nich krajobrazy przemysłowe i życie górników.
W 1937 jego obrazy zostały usunięte z muzeów przez nazistów jako "sztuka zdegenerowana". Po II wojnie światowej wykładał w Halle, a w 1961 zamieszkał na stałe w Berlinie.

## Literatura
- Wolfgang Maier-Preusker: "Buch- und Mappenwerke mit Grafik des Deutschen Expressionismus" A.Kat. für Hansestadt Wismar 2006